# 2022年尼日利亚翁多州教堂袭击事件
2022年尼日利亚翁多州教堂袭击事件，当地时间2022年6月5日，位于尼日利亚翁多州奧沃的一座教堂遭到不明武装份子袭击，造成至少50人死亡，至少61人受伤，其中包含多名儿童。

## 背景
與奈及利亞其他地區相比，翁多州為該國相對和平的州。奈及利亞長期處在博科聖地、強盜衝突和分離主義人士的叛亂當中。教堂襲擊事件前，當地農民與遊牧民族的衝突有增加的趨勢，州政府也剛放寬放牧活動的限制。

## 袭击
袭击事件发生于尼日利亚西南部的翁多州奥沃镇的一座天主教堂中，事发当日正值礼拜日，当地居民正聚集在教堂中举行弥撒活动，不明武装份子突然袭击了教堂，他们开枪射杀教堂内的民众，并引爆了数个简易爆炸装置，造成了大量伤亡，其中包括不少儿童。目前袭击者身份暂不明确，而翁多州议员奥拉耶米则称袭击者很可能是该国西北部的富拉尼族土匪团伙。